# The Breakthrough
The Breakthrough to siódmy album studyjny amerykańskiej wokalistki Mary J. Blige, wydany 20 grudnia 2005 nakładem Geffen Records. Album otrzymał status potrójnej platynowej płyty, nadany przez RIAA. W grudniu 2006 roku album otrzymał 8 nominacji do nagrody Grammy. Mary zdobyła trzy nagrody w kategoriach: "Best Female R&B Vocal Performance", "Best R&B Song" (obydwie nagrody za utwór "Be Without You"), oraz "Best R&B Album".

## Lista utworów
1. "No One Will Do" – 4:46
2. "Enough Cryin" (feat. Brook Lynn) – 4:20
3. "About You" (feat. will.i.am) – 4:04
4. "Be Without You" – 4:06
5. "Gonna Breakthrough" (feat. Brook Lynn) – 4:00
6. "Good Woman Down" – 4:07
7. "Take Me as I Am" – 3:57
8. "Baggage" – 3:35
9. "Can't Hide from Luv" (feat. Jay-Z) – 3:52
10. "MJB da MVP" (feat. The Game, 50 Cent) – 3:21
11. "Can't Get Enough" – 3:40
12. "Ain't Really Love" – 4:40
13. "I Found My Everything" (feat. Raphael Saadiq) – 5:23
14. "Father in You" – 5:23
15. "Alone" (feat. Dave Young) – 4:29
16. "One" (z U2) – 4:20
17. "So Lady" (feat. Raphael Saadiq) – 4:16 (utwór dodatkowy)
18. "Show Love" – 3:40 (utwór dodatkowy)
19. "Out My Head" – 3:41 (utwór dodatkowy)